# Stilobezzia americana
Stilobezzia americana är en tvåvingeart som beskrevs av Jean-Jacques Kieffer 1917. Stilobezzia americana ingår i släktet Stilobezzia och familjen svidknott.
Artens utbredningsområde är Paraguay. Inga underarter finns listade i Catalogue of Life.